# 铜元

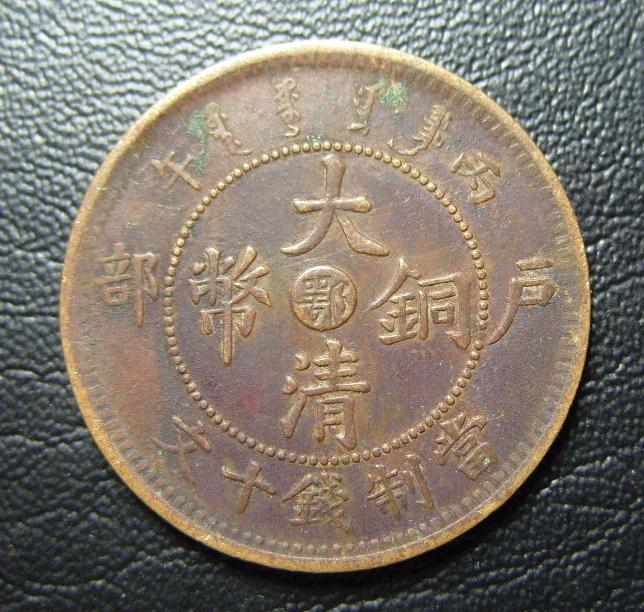
湖北省造大清铜币

铜元又称铜板、铜毫、铜角子，是晚清时期的中国吸收欧洲国家铸造金属硬币的方式，发行的一种特有的铜制硬币，特指中国铜币。铜元从1900年在中国内地正式诞生，到1953年西藏地区的停止使用，走过了53年的历史。

## 形制
铜元为圆形制钱，大部分铜元与中国传统的方孔钱最大的区别则在于中间无孔。铜元面背图案多样复杂，在当时工艺较先进，不易被民间所伪造。
铜元的尺寸随着面值的大小不同而变化，直径从约15毫米的一文铜元，到直径约40多毫米的当百文铜元甚至更大，规格不一。大部分铜元由红铜和黄铜等铜铸造，还有少量的白铜样币。

## 产生背景
最早的铜元可以追溯到1863年香港所自己铸造的铜制硬币。当年英国政府同意香港自己铸造硬币，以便节约从外地运输硬币到香港的费用。铜元分“一仙”和“一文”两种。1866年英国政府在香港成立皇家造币厂分厂（香港政府出资），发行一仙铜元。但由于香港市民不欢迎印有英国女王头像的硬币而导致流通不畅，当年即停止生产。此后香港本土未再发行铜元硬币，均由英国铸造后运来，直到1997年中华人民共和国对香港恢复行使主权为止。
1895年中国在和日本的甲午战争中遭遇失败而且需要大额赔款，维新派要求国家改革的激情被充分点燃。江西道监察御史陈其璋于1896年奏请铸造铜元，弥补国家停铸制钱后的市面空虚。当时以慈禧太后为主的清政府已经批准他的建议并准备下令沿海省份试铸，但保守派大臣的顽强抵触最终让奏请并未实行。同期江南机器局、天津机器局等试铸了一批方孔制钱，而后章京刘庆汾于1898年、1899年两次奏请均未批准。1900年，在钱荒严重的现实问题面前，清政府终于决定铸造铜元。

## 清朝铜元

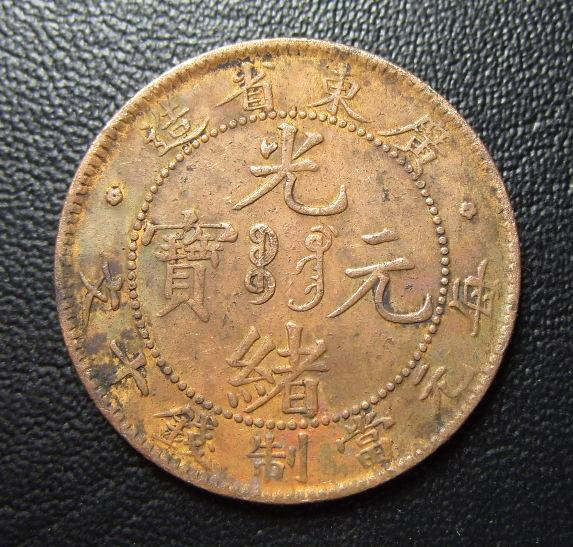
广东省造光绪元宝

1900年6月，广东造币厂造出中国内地最早的“光绪元宝”铜元，重量为库平2钱（7.46克），上书“广东省造”，下书“每百枚换一圆”，一圆即一银圆，这说明了早期的广东铜元是仿制香港铜元的模式铸造的，铜银的价值比为30比1。广东铜元作为最早发行的内地铜元，流通范围广，铸量大而质地精良。紧接着福建省也于同年8月开始铸造铜元，并结合国人不习惯铜元辅币而习惯制钱的特点，下书直接采用“每枚当制钱十文”，深受民众欢迎。
从1901年始，江苏、湖北、安徽、浙江、奉天、湖南、北洋直隶、四川、江西、吉林、山东、河南、广西和云南等地都开始陆续制造铜元，并且流通全国。铜元的大量发行，使得铜元由最开始的升值（如80枚铜元换一圆银币）到后期的贬值（如140枚铜元换一圆银币）。清政府于1903年在天津设立户部造币总厂，1905年竣工并试铸铜币。同时清政府下令全国各地均铸造“大清铜币”取代以前的“光绪元宝”，统一币制。950品位。面值为制钱10文、20文的两种。
各省还有发行纸币“铜元票”。由于铜元兑换大银元的比价迅速下跌，逐渐退出主要流通职能，被大洋、小洋和相应的银元票纸币取代。
1906年度支部制定了《整顿圜法章程》，把24处造币厂合并为9处。由于十文铜元的铸量过大导致贬值不断加剧，清政府于1909年下令各厂暂停铸造十文铜币，并铸一文黄铜币缓解十文铜元的压力，但仅有湖北、江宁和河南等省有大量发行一文。此后清政府于1910年发布了《币制则例》来规范币制，1911年再发行“宣统三年”的一套铜元，但却与《币制则例》有所出入。

## 民国铜元

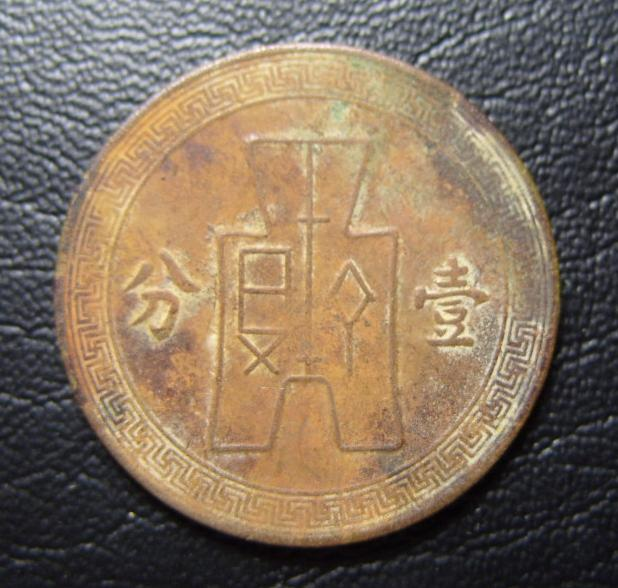
古佈圖壹分

1911年的辛亥革命推翻了滿清統治。在武昌起義爆發不久，駐扎在九江和南昌的江西新軍宣佈江西獨立，並佔領造幣厰，立即設計並製造了“大漢銅幣”以紀念辛亥革命的成功。由於製作過程倉促且幣形制粗糙，此銅元很快停產，但其作爲帝制結束后的中華民國第一次發行的銅元，有很高的歷史意義。
1912年3月，財政部長陳錦濤呈文孫中山臨時大總統，申請設計發行民國新式銅元，即“開國紀念幣”。開國紀念幣在批准發行后，即大規模鑄造，並且在全國流通。同時各省也依然自造銅元，銅元種類複雜不統一，質量差別也有地方的不同，因此銅元的貶值也無可避免地加劇了。在袁世凱稱帝后，湖南和新疆的主政者還發行了“洪憲”年號的中華帝國銅元；但隨著袁世凱83天后的一命嗚呼，該銅元也立即停止鑄造了。
北伐戰爭勝利后，政府將貨幣的政策逐漸轉到紙幣爲主，銅元在貨幣體系中的地位下降。1930年，政府頒佈《中華民國國幣條例》，明令禁止舊銅元的流通。1933年廢兩改元后，各地造幣廠依然我行我素，發行了衆多種類的銅元；只是相比以前的流通廣泛來説，銅元的流通量已經很小了。1935年，國民政府規定禁止全國各地鑄造銅元，只有上海的中央造幣廠有鑄幣權，鑄造一分、半分兩种古佈圖的銅元。1937年抗日戰爭爆發后，中央造幣廠内遷重慶，硬幣都暫停鑄造。中國的物價飛漲，民不聊生，銅元又被拿出來重新流通，但又常被日軍搜刮，或被國民政府徵購作爲軍事物品製造。銅元因此基本退出了流通領域，僅在邊疆地區或者少數民族地區繼續流通。1949年中華人民共和國成立后，中華人民共和國政府不再發行銅元。西藏地區的鑄造和使用銅元的歷史直到1953年才結束。

## 各地造幣廠及銅元局
廣東造幣廠 - 光绪二十六年六月开制
福建铜元局 - 光绪二十六年六月开制
吉林铜元局 - 光绪二十七年开制
安徽铜元局 - 光绪二十八年开制
湖南銅元局 - 光绪二十八年六月奏请开制
湖北铜元局 - 光绪二十八年八月奏请开制
北洋铸造银圆总局 - 光绪二十八年六月开制铜元
浙江銅元局 - 光绪二十九年正月开制
江西铜元局 - 光绪二十九年三月开制
四川銅元局 - 光绪二十九年六月开制 
奉天机器局/奉天制造银元局 - 光绪二十九年九月开制
济南（山东）铜元局 - 光绪三十年七月开制
河南銅元局 - 光绪三十年十月开制
清江铜元局 - 光绪三十一年正月开制/光绪三十二年期七月停产（生产时长:19个月）
广西铜元局 - 光绪三十一年一月奏请开制/光绪三十二年七月并入广东局（未正式生产，只有样币存世）
天津造币总厂 - 光绪三十一年五月开制
度支部造币滇厂 - 光绪三十三年底开制
迪化铜元局 - 光绪三十二年开制/民国二十年停制 (中间有过停产，真正生产时长:9年)
西藏 - 宣统二年开制
喀什铜元局 - 民国元年/民国二十三年停产 (中间有过停产，真正生产时长:12年)
阿克苏铜元局 - 民国元年/民国三年停产 （生产时长:3年）
重慶銅元局：局長：王陵基 劉航琛

## 銅元研究

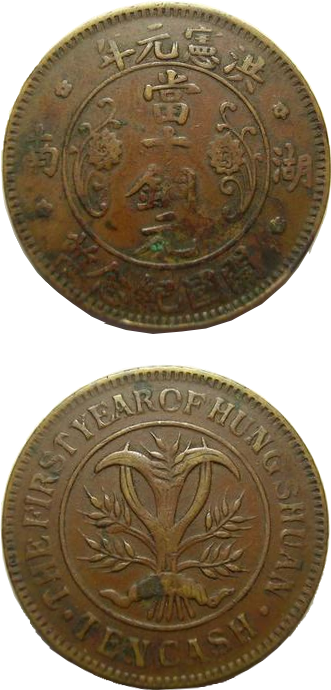
刻有「洪憲元年」與「當十銅元」字樣的中華帝國銅元（湖南用）

对铜元的收藏与研究自铜元发行使用之时就在进行，特别是民国成立以后，西方的文化理论大量涌入中国，促进了中国铜元研究的发展。1911年即有一位叫拉姆斯登（Ramsden, Henry A）的美国钱币收藏家写了《现代中国铜币》（Modern Chinese Copper Coins），对中国铜元进行了初步的研究和描述。早期影响很大的一位研究者是伍德华（A. M. Tracey Woodward）在1936年结集出版的《中国铸造的十文铜币》（The Minted Ten-Cash Coins of China），将铜元进行了详细的分类以及系统化的研究，并且直接对铜元的收藏造成很积极的影响。当时的中国本土值得纪念的铜元收藏家可以说是邹樛了。他编写的《铜元详考》墨拓了1158品铜元，其初衷是为了将当时铜元的粗制滥造的情况反映给政府，但其生前一直未发行该书，至1996年才经整理后公开发行。
在中华人民共和国成立到文化大革命结束，这段时期铜元的研究发展基本停顿。1980年代到1990年代，铜元才重新回到人们的视野里。1991年出版的《中国机制铜币》和1992年出版的《中国铜元目录》都对铜元的研究和发展作出一定的贡献，但由于作者水平以及当时研究的落后，两书错误百出，不过还是起到了推动铜元收藏的基本作用，在研究上的价值并不高。台湾收藏家郑仁杰、施诚一等编写的《中国铜元鉴赏》，上海钱币协会主编的《中国历代货币大系》第8卷《清民国银锭银元铜元》卷，在铜元的研究方面有了较大的提升。段洪刚所著的《中国铜元分类研究》（甲种本）以及《中国铜元谱》（乙种本）都是对铜元研究的一个强力而完整的归纳和深入。